# Impactes sobre Júpiter

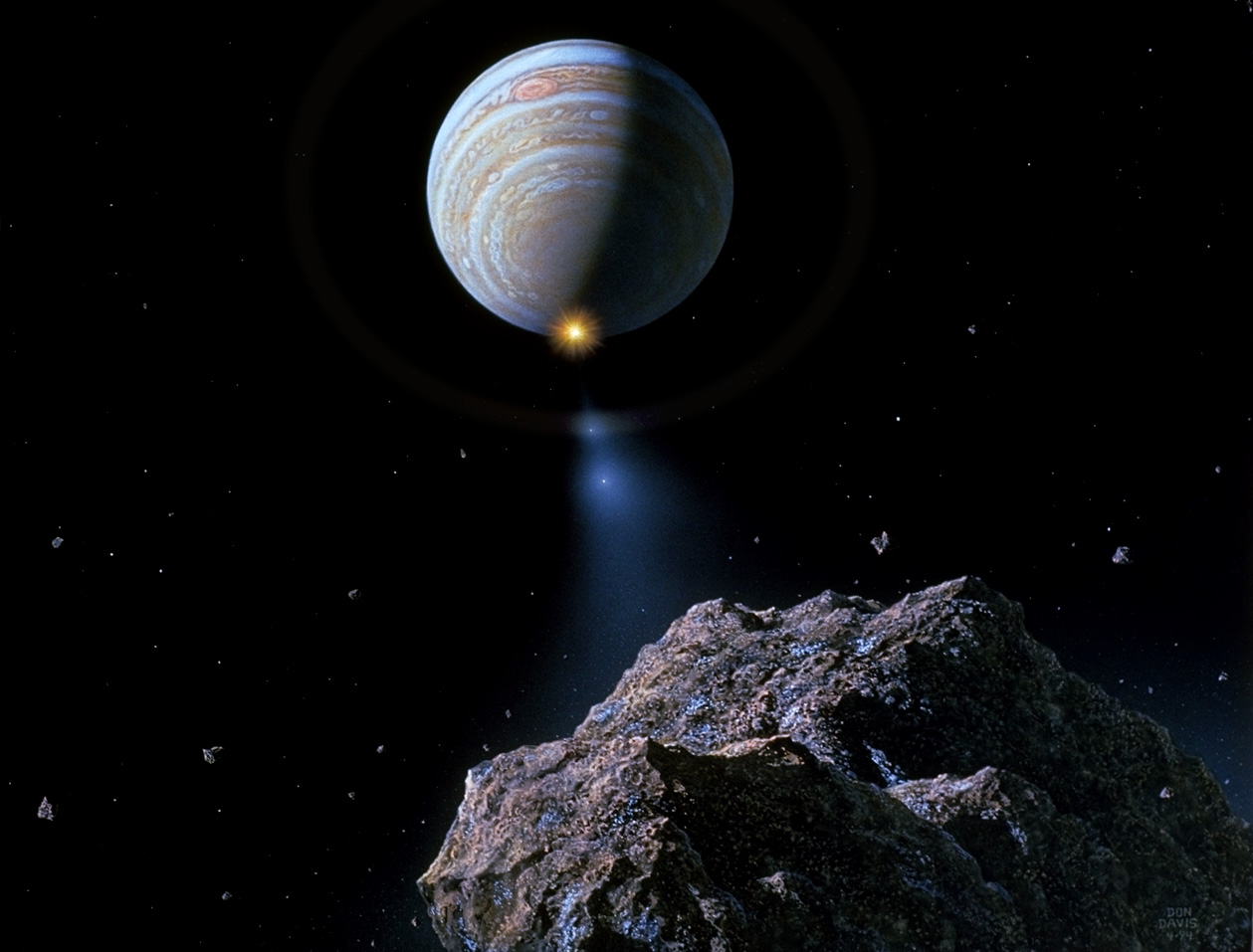
Vista artística d'un fragment del cometa Shoemaker-Levy 9 (en primer pla) que es dirigeix cap a Júpiter (al fons) mentre que un altre acaba d'impactar amb aquest últim (taca lluminosa sobre Júpiter)

Els impactes sobre Júpiter són les col·lisions d'objectes celestes, asteroides o cometes, amb el planeta Júpiter. Des de mitjans de la dècada de 1990 alguns d'aquests impactes han pogut ser observats: el primer i més espectacular va ser el del cometa Shoemaker-Levy 9 al juliol de 1994. Cal dir que, per tal d'evitar "falses deteccions", l'esdeveninent no es publicà als mitjans, fins que com a mínim no s'hagués pogut verificar per part d'una segona font, de l'astronomia amateur o de l'astronomia oficial (el 2016 s'hi va trigar 12 dies).
Júpiter té una massa equivalent a dues vegades i mitja el total de sumar les masses de tots els altres planetes del sistema solar, cosa que el fa el segon objecte amb més massa del nostre sistema planetari, després del Sol. De fet, el gegant gasós té una gran esfera d'influència gravitacional, d'aproximadament 50 millions de quilòmetres de radi (un terç d'unitat astronòmica), que li permet capturar un gran nombre d'objectes que passen a prop seu. La proximitat del cinturó d'asteroides reforça igualment la influència del planeta gegant sobre els objectes que formen part d'aquest cinturó i afavoreix les captures fetes pel "planeta ataronjat".
La majoria dels objectes segueixen, una vegada capturats, una òrbita fortament el·líptica al voltant de Júpiter. Aquestes òrbites són generalment inestables i romanen fortament influïdes pel Sol, en particular quan l'objecte es troba en el seu "apocentrum", és a dir, en el punt més allunyat de Júpiter. Alguns d'aquests objectes tornen sobre una òrbita heliocèntrica després de diverses revolucions al voltant del planeta, però uns altres acaben impactant sobre aquest últim o, més rarament, sobre un dels seus satèl·lits.
Es creia que aquestes característiques tendien a afavorir l'expulsió fora del sistema solar o la captura per part del gegant gasós de la majoria dels objectes que orbiten en el seu veïnatge i, per tant, conduïen a una reducció del nombre d'objectes potencialment perillosos per a la Terra. Estudis dinàmics recents han demostrat que, en realitat, la situació és més complexa: la presència de Júpiter tendeix, efectivament, a reduir la freqüència dels impactes sobre la Terra d'objectes del núvol d'Oort,però tendeix a augmentar la dels asteroides i els cometes de curt període.
Júpiter és el planeta del sistema solar caracteritzat per la més alta freqüència d'impactes, el planeta és impactat diverses vegades a l'any per objectes de més de 10 metres de diàmetre.

## Elements generals

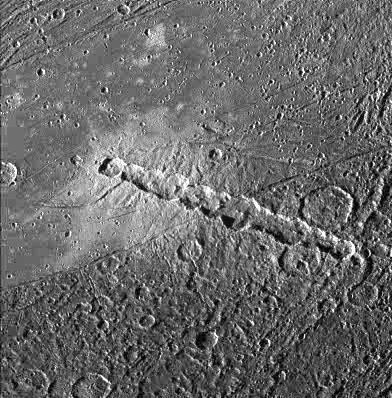
Catena de cràters (Enki Catena) sobre Ganimedes, probablement creada a conseqüència de la col·lisió dels fragments d'un cometa sobre la superfície del satèl·lit. La imatge cobreix una zona d'aproximadament 190 quilòmetres de costat

Com a gegant gasós, Júpiter no té superfície sòlida visible: l'escorça més baixa de la seva atmosfera, la troposfera, es fon progressivament en les escorces internes del planeta. L'element de l'aspecte exterior generalment considerat com una característica del planeta és l'alternança de les seves zones (clares) i bandes (ombrívoles).
L'impacte d'un cometa o d'un asteroide engendra fenòmens de més o menys entitat en funció de la grandària de l'impactant, que són de naturalesa transitòria i que queden emmascarats progressivament per l'acció dels vents. És, doncs, impossible obtenir informació sobre els impactes que s'han produït si aquests esdeveniments no són observats en directe o gairebé immediatament després.
La superfície plena de cràters dels satèl·lits galileians proporciona informació sobre les èpoques més antigues. En particular, el descobriment (en el marc de les missions Voyager) de tretze catenes de cràters sobre Cal·listo i de tres més sobre Ganimedes, així com els impactes del cometa Shoemaker-Levy 9 seguits en directe, constitueixen proves sòlides que certs cometes s'han fragmentat i han entrat en col·lisió amb Júpiter i les seves llunes en temps antics.
Efectivament, mentre que les catenes de cràters observades sobre la Lluna sovint segueixen radis a partir d'un cràter principal i la majoria d'elles sembla que han estat creades per les recaigudes dels trossos despresos de la col·lisió primària, les que hi ha sobre les llunes de Júpiter no estan lligades a un cràter principal i és, doncs, molt probable que hagin estat creades directament per l'impacte d'una sèrie de fragments de cometes.

## Freqüència dels impactes
Els petits cossos celestes entren freqüentment en col·lisió amb Júpiter. Analitzant els cràters d'impacte presents sobre la (nostra) Lluna, la qual conserva intactes aquests rastres de col·lisions, s'ha pogut determinar que la freqüència d'impacte decreix proporcionalment al cub (n3) del diàmetre del cràter resultant de l'impacte, i és generalment el diàmetre del cràter proporcional a la grandària del cos celeste que l'ha originat.
Una publicació de 2003 estima que un cometa d'un diàmetre d'1,5 km (o més) impacta amb Júpiter amb una freqüència d'entre cada 90 a 500 anys. Els estudis de 2009 suggereixen que Júpiter és impactat per un objecte de 0,5 a 1 quilòmetre amb una freqüència d'entre 50 a 350 anys. Per als objectes més petits, els diferents models produïts pels astrònoms divergeixen, amb una predicció d'1 a 100 col·lisions amb un asteroide d'aproximadament 10 metres de diàmetre cada any; a títol de comparació, sobre la Terra, es produeix de mitjana una col·lisió d'aquest darrer tipus una vegada cada deu anys. Com s'ha dit abans, els impactes d'objectes de grandària més petita es produeixen amb una major freqüència.

## Història
Els primers testimoniatges d'impactes sobre Júpiter es remunten al segle XVII: l'astrònom amateur japonès Isshi Tabe ha descobert en els papers de les observacions de Jean-Dominique Cassini certs dibuixos que representen una taca ombrívola que va aparèixer sobre Júpiter el 5 de desembre de 1690 i de la qual va seguir l'evolució durant 18 dies; segons això, podria ser que un impacte sobre el planeta gegant hagués estat observat abans de l'ocasionat pel cometa Shoemaker-Levy 9 el 1994.
Un nou impacte de meteorit sobre Júpiter va ser tal vegada observat pel Voyager 1 el 1979, quan la sonda va gravar un esclat de llum a l'atmosfera del planeta ataronjat.
Gràcies a la millora dels mitjans de detecció actuals, almenys set impactes han estat formalment detectats, directament o indirecta, des del començament de la dècada de 1990, encara que segurament s'hi hagin produït gran quantitat d'impactes no detectats.
Per ordre cronològic:
- els impactes del 16 al 22 de juliol de 1994 amb els fragments del cometa Shoemaker-Levy 9;
- l'impacte del 19 de juliol de 2009, detectat només per la taca negra que l'impacte va deixar en l'atmosfera de Júpiter;
- l'impacte del 3 de juny de 2010, detectat per un esclat en l'atmosfera de Júpiter;
- l'impacte del 20 d'agost de 2010, detectat de la mateixa manera que el precedent;
- l'impacte del 10 de setembre[18] de 2012, detectat igualment per l'esclat que va produir;[19]
- l'impacte del 17 de març de 2016, detectat de la mateixa manera.

### Impacte de 1994
El juliol del 1994 el cometa Shoemaker-Levy 9 es va partir en trossos i va xocar amb Júpiter, i en resultà una sèrie d'impactes. Aquest incident havia estat pronosticat amb antelació.

### Impacte de 2009

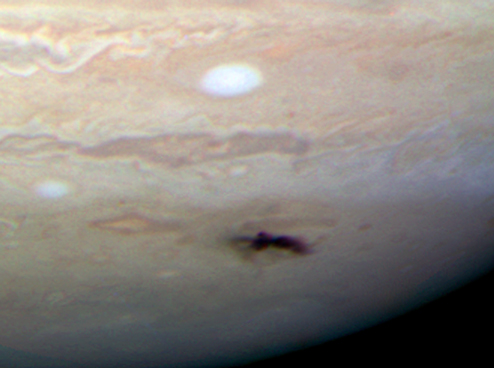
Imatge de l'Hubble de l'impacte astronòmic a Júpiter del 23 juliol 2009, mostrant una màcula d'aproximadament uns 8.000 km de diàmetre

El 19 de juliol de 2009 es va observar un impacte que va causar un punt negre en l'atmosfera de Júpiter. Aquest esdeveniment inesperat va ser reportat per primera vegada per Anthony Wesley, que també observaria per primera vegada l'esdeveniment de 2010. L'impacte de 2009 va ser estudiat pel telescopi espacial Hubble de la NASA, i l'estudi suggereix que l'incident observat va ser un impacte d'un asteroide d'uns 500 metres de grandària.

### Impactes de 2010
El 3 juny de 2010, l'impacte, el va registrar i en va informar per primera vegada l'astrònom amateur Anthony Wesley, d'Austràlia. L'esdeveniment va ser confirmat per Christopher Go, a les Filipines, que va registrar l'esdeveniment, i en va publicar un vídeo.
El 20 agost de 2010 (UT), també es va detectar un altre impacte a Júpiter, i amb data 23 d'agost altres dos observadors van registrar el mateix esdeveniment.

### Impacte de 2012
El 10 de setembre de 2012 a les 11:35 UT, l'astrònom aficionat Dan Petersen va detectar visualment una bola de foc a Júpiter (que va durar d'1 a 2 segons) utilitzant un Meade de 12 " LX200. George Hall havia estat gravant Júpiter amb una càmera web amb el seu Meade de 12"; en conèixer la notícia Hall va comprovar el vídeo per veure si havia capturat l'impacte; de fet, Hall havia capturat un clip de 4 segons de l'impacte i en va publicar el vídeo. La posició de l'impacte registrat en el sistema va ser: longitud= 345º i latitud= 2º. El Dr. Michael H. Wong va estimar que la bola de foc va ser generada per un meteorit d'uns 10 metres de diàmetre. Diverses col·lisions d'aquesta grandària poden ocórrer anualment a Júpiter. L'impacte de 2012 va ser-ne el cinquè observat al gegant gasós, i el quart dels observats a Júpiter entre 2009 i 2012. Va ser bastant similar a l'esclat observat el 20 d'agost de 2010.

### Impacte de 2016
El 17 de març de 2016 l'impacte d'una bola de foc al limbe de Júpiter va ser observat i gravat per Gerrit Kernbauer (Moedling, Àustria), amb un telescopi de 8" (operat a f/15). Aquesta observació va ser confirmada més tard per una observació independent per part de l'aficionat John McKeon.